# Tyson Ward
Tyson Christopher Ward (Houston, Texas; 26 de julio de 1997) es un baloncestista estadounidense que pertenece a la plantilla del Olympiacos BC de la A1 Ethniki de Grecia. Con 1,98 metros de estatura, juega en la posición de escolta.

## Trayectoria deportiva

### Universidad
Jugó cuatro temporadas con los Bison de la Universidad Estatal de Dakota del Norte, en las que promedió 11,9 puntos, 5,7 rebotes y 2,2 asistencias por partido. En su última temporada fue incluido en el menor quinteto de la Summit League. Acabó su carrera como el único jugador en la historia de su universidad en conseguir al menos 1500 puntos, 700 rebotes y 250 asistencias.

### Profesional
El 28 de julio de 2020 firmó su primer contrato profesional con el s.Oliver Würzburg de la Basketball Bundesliga alemana.
En la temporada 2021-22, firma por el Telekom Baskets Bonn de la Basketball Bundesliga..
El 19 de julio de 2023 fichó por e Paris Basketball de la LNB Pro A francesa.